# گرنزوو
گرنزوو (به لهستانی:  Gręzów) یک روستا در لهستان است که در گمینا کوتونگ واقع شده‌است. گرنزوو ۴۷۰ نفر جمعیت دارد.